# Bumerang (film 1992)
Bumerang – amerykańska komedia romantyczna z 1992 roku.

## Główne role
- Eddie Murphy – Marcus
- Robin Givens – Jacqueline
- Halle Berry – Angela
- David Alan Grier – Gerard
- Martin Lawrence – Tyler
- Grace Jones – Strangé
- Geoffrey Holder – Nelson
- Eartha Kitt – Lady Eloise
- Chris Rock – Bony T
- Tisha Campbell-Martin – Yvonne
- Lela Rochon – Christie
- John Witherspoon – Pan Jackson
- Bebe Drake – Pani Jackson
- John Canada Terrell – Todd

## Opis fabuły
Marcus Graham jest szefem reklamy w firmie kosmetycznej. Ale jego największym zajęciem jest podrywanie kobiet. Jest to przyczyną wykupienia firmy. Na jej czele staje Jacqueline, atrakcyjna i niezależna biznesmenka, która z mężczyznami postępuje tak samo jak on z kobietami. Marcus zakochuje się, ale Jacqueline trzyma go na dystans, wykorzystuje. W końcu Marcus zrywa z nią. Jego przyjaciele, samotni kawalerowie, Gerard i Tyler, radzą mu, żeby o niej zapomniał. Gerard spotyka się z Angelą, asystentką Marcusa, jednak pozostają tylko przyjaciółmi. Angela pomaga Marcusowi poprawić reklamę perfum, która osiąga sukces. Nieoczekiwanie Marcus wiąże się z Angelą, zdradzając przyjaciela. Nie podoba się to również zazdrosnej Jacqueline, która ponownie uwodzi Marcusa. Gdy Angela się o tym dowiaduje, zraniona odchodzi od niego. Marcus ma dylemat, kogo tak naprawdę kocha – Jacqueline czy Angelę. Ostatecznie godzi się z przyjacielem i odzyskuje ukochaną Angelę.

## Nagrody
MTV Movie Awards 1993
- Najlepsza rola komediowa – Eddie Murphy (nominacja)
- Najbardziej pożądana kobieta – Halle Berry (nominacja)
- Przełomowa rola – Halle Berry (nominacja)
- Najlepsza piosenka – "End of the Road", wykonanie: Boyz II Men (nominacja)